# Trihecaton
Trihecaton howardinus es una especie extinta de lepospóndilo que vivió a finales del período Carbonífero en lo que hoy son los Estados Unidos. El género fue nombrado por Vaughn (1972), siendo asignado al grupo monotípico Trihecatontidae por Carroll (1988).